# Клаудиу Кешерю
Клау̀диу Андрѐй Кѐшерю (първите две имена на румънски, фамилията на унгарски със сменено унгарско „S“ с румънско „Ș“, Claudiu Andrei Keșerü) е бивш румънски футболист и национал от унгарски произход, централен нападател. Роден е на 2 декември 1986 г. в Орадя, Румъния. 

## Кариера
Кешерю започва да играе футбол като юноша в отбора на своя роден град – Бихор, където дебютира през сезон 2002/03, като за 15 изиграни мача отбелязва 3 гола в румънската втора дивизия. През 2003 г., Кешерю е закупен от френския Нант. Там първоначално се състезава за втория отбор, като за един сезон успява да достигне и до първия състав и дебютира в Лига 1. Играе за Нант общо 7 години, като отбелязва 18 гола в общо 92 мача. След като отборът на Нант изпада в Лига 2 през 2007 г., Кешерю е отдаден под наем на Либурн, където в 17 мача вкарва 11 гола. Последва нов период на наем в Тур, където в 12 мача отбелязва 7 гола. След това преминава в Анже, като вкарва общо 37 гола в 114 мача. През 2013 става играч на Бастия, където записва 16 мача и 1 гол.

### „Стяуа“
За сезон 2014/15 се присъединява към отбора на Стяуа, където в 34 мача записва 20 гола. В Стяуа постига един от клубните рекорди в среща от Румънската лига I с Пандури Търгу Жиу на 15 август 2014 г., като отбелязва и шестте гола (втория гол от дузпа) при домакинската победа с 6:0. През февруари 2015 г. преминава в катарския Ал-Гарафа за сумата от 2,5 милиона евро.

### „Лудогорец“
На 13 август 2015 подписва 3-годишен договор с Лудогорец. Дебютира за „Лудогорец“ в А ПФГ на 16 август 2015 г. при домакинската победа в Разград срещу Локомотив Пловдив с 1:0. Отбелязва първите си два гола за „Лудогорец“ в А ПФГ на 21 август 2015 г. в срещата Пирин Благоевград – Лудогорец 0:3 . Любопитен факт е, че отбелязва 9-ия си гол за „Лудогорец“ в деня на 29-ия си рожден ден в 29-ата минута на срещата Ботев Пловдив – Лудогорец 0:1. През сезон 2015/16 става голмайстор на „Лудогорец“ с отбелязани 15 гола. Отбелязва първия си хеттрик за Лудогорец в мач от ППЛ на 29 октомври 2016 г. в срещата Дунав (Русе) – Лудогорец 3:5. Отбелязва втория си хеттрик за „Лудогорец“ в мач от ППЛ на 12 март 2017 г. в срещата „Локомотив“ Горна Оряховица – Лудогорец 0:5. Отбелязва третия си хеттрик за „Лудогорец“ в полуфинален мач реванш от турнира за купата на България на 27 април 2017 г. в срещата Литекс – Лудогорец 0:7. През сезон 2016/17 става голмайстор на Първа лига с отбелязани 22 гола. Отбелязва четвъртия си хеттрик за „Лудогорец“ в мач от ППЛ на 23 октомври 2017 г. в срещата Лудогорец – Етър 4:0.
Отбелязва 50-ия си гол в ППЛ на 27 февруари 2018 г. в срещата „Ботев“ (Пловдив) – Лудогорец 1:3. Отбелязва петия си хеттрик за „Лудогорец“ в мач от ППЛ на 18 април 2018 г. в срещата Лудогорец – Берое 7:0. Отбелязва гол №200 в кариерата си на 21 април 2018 г. в срещата Ботев (Пловдив) – Лудогорец 2:4. През сезон 2017/18 става голмайстор на Първа лига с отбелязани 26 гола.. Отбелязва шестия си хеттрик за „Лудогорец“ в мач от ППЛ на 7 октомври 2018 г. в срещата ПОФК Ботев (Враца) – Лудогорец 1:4. Отбелязва седмия си хеттрик за „Лудогорец“ в мач от ППЛ на 4 ноември 2018 г. в срещата Етър – Лудогорец 1:4. Отбелязва хеттрик за „Лудогорец“ и в мач от Лига Европа на 19 септември 2019 г. в срещата Лудогорец – ЦСКА Москва 5:1.

## Европейски рекорди
На 18 септември 2014 г. отбелязва най-бързия хеттрик в историята на турнира Лига Европа в рамките на 10 минути. Това се случва в срещата Стяуа – Олбор 6:0. През ноември 2015 г. УЕФА прави кратък филм за своите магазинни предавания по повод на този рекорд.

## Успехи

### „Стяуа“
- Шампион на Румъния (2): 2013/14, 2014/15
- Купа на Румъния (1): 2014/15
- Купа на лигата (1): 2014/15

### „Лудогорец“
- Шампион на A ПФГ (6): 2015/16, 2016/17, 2017/18, 2018/19, 2019/20, 2020/21
- Суперкупа на България (2): 2018, 2019

### Индивидуални
- Голмайстор на А група (3): 2017 (22 гола), 2018 (26 гола), 2021 (18 гола)